# Tomasz Kawski
Tomasz Kawski (ur. 1969 we Włocławku) – polski historyk, dr hab. nauk humanistycznych, profesor uczelni i kierownik Katedry Historii XIX wieku Wydziału Historycznego Uniwersytetu Kazimierza Wielkiego w Bydgoszczy.

## Życiorys
W 1995 uzyskał tytuł magistra w zakresie nauk społecznych, a w 1996 z historii (1996). 15 maja 2001 na Akademii Bydgoskiej im. Kazimierza Wielkiego (obecnie Uniwersytet Kazimierza Wielkiego) obronił pracę doktorską Ludność żydowska na Kujawach wschodnich w latach 1918–1945, 9 lutego 2016 uzyskał stopień doktora habilitowanego na podstawie dysertacji Żydowskie gminy wyznaniowe w II Rzeczypospolitej. Studium historyczno-administracyjne. Został zatrudniony na stanowisku adiunkta w Instytucie Historii i Stosunków Międzynarodowych na Wydziale Humanistycznym Uniwersytetu Kazimierza Wielkiego w Bydgoszczy.
Piastuje stanowisko profesora uczelni i kierownika w Katedrze Historii XIX wieku na Wydziale Historycznym Uniwersytetu Kazimierza Wielkiego w Bydgoszczy. Od 2024 Dziekan Wydziału Historycznego Uniwersytetu Kazimierza Wielkiego w Bydgoszczy.
Jest członkiem kilku towarzystw naukowych oraz członkiem Rady Programowej Żydowskiego Instytutu Historycznego w Warszawie (kadencja 2017-2020).
Badania Tomasza Kawskiego obejmują historię Polski XX wieku, dzieje diaspory żydowskiej na ziemiach polskich w XIX i XX wieku.

## Publikacje
- Kujawsko-dobrzyńscy Żydzi w latach 1918–1950, Toruń 2006, s. 355;
- Gminy żydowskie pogranicza Wielkopolski, Mazowsza i Pomorza w latach 1918–1942, Toruń 2007, s. 457;
- Gminy żydowskie pogranicza Wielkopolski, Mazowsza, Małopolski i Śląska w latach 1918–1942, Toruń 2008, s. 402 (współautor Monika Opioła);
- Katalog zabytków kultury żydowskiej w województwie kujawsko-pomorskim (tekst zwarty), pod redakcją Huberta Czachowskiego, Justyny Słomskiej-Nowak, Toruń 2011, s. 96;
- Żydowskie gminy wyznaniowe w II Rzeczypospolitej. Studium historyczno-administracyjne, Bydgoszcz 2014;
- The First to be Destroyed. The Jewish Community of Kleczew and the Beginning of the Final Solucion, Edited by Tuvia Horev, Boston 2015, s. 628 (współautorzy: Anetta Głowacka-Penczyńska, Witold Medykowski);
- Społeczność żydowska w Bydgoszczy w XX wieku, Bydgoszcz 2016, s. 286 (współautorka Agnieszka Jedlińska-Kawska),
- Inwentarze gmin żydowskich z ziem polskich 1918-1939. Studium źródłoznawcze, Bydgoszcz 2021, s. 346,

## Redakcja publikacji
- Żydzi w Fordonie. Dzieje. Kultura. Zabytki. Zbiór studiów pod reakcją Tomasza Kawskiego (wyd. 1, Bydgoszcz 2008;wyd. 2, Toruń 2011; wyd. 3, Toruń 2019),
- Ludzie, idee, wojny. Studia z dziejów Europy Środkowo-wschodniej. Księga Pamiątkowa z okazji siedemdziesiątej rocznicy urodzin profesora Włodzimierza Jastrzębskiego, pod red. Tomasza Kawskiego i Jacka Maciejewskiego, Bydgoszcz 2009;
- Kultura Pamięci. Studia i szkice pod redakcją Aldony Chlewickiej i Tomasza Kawskiego, Bydgoszcz 2013, kilku rozdziałów w monografiach miast i regionów np.: Tuchola i okolice w latach 1945–1989,, [w:]
- Tuchola. Od pradziejów do współczesności, praca zbiorowa pod redakcją Włodzimierza Jastrzębskiego i Jerzego Szwankowskiego, Bydgoszcz-Tuchola 2010, s. 497–628; Koronowo w latach 1945–1989,, [w:]
- Dzieje Koronowa, pod redakcja naukową Dariusza Karczewskiego, Koronowo 2009, s. 189–250;
- Mrocza w latach 1945–1989, [w:]
- Mrocza. Monografia miasta i gminy. Praca zbiorowa pod redakcją Sławomira Łanieckiego, T. II.
- Dzieje miasta i gminy, Bydgoszcz 2014, s. 241–317;
- W dobie Polski Ludowej i w pierwszych latach istnienia III Rzeczypospolitej (1945-1998), [w:]
- Na pograniczu Krajny i Pałuk. Dzieje powiatu nakielskiego. Redakcja naukowa S. Łaniecki, Toruń 2020, s. 381–484;
- Ludność żydowska Ziemi Dobrzyńskiej w latach 1939–1945. Próba bilansu, [w:]
- Zbrodnie niemieckie na Ziemi Dobrzyńskiej (byłe powiaty Lipno i Rypin) w latach 1939–1945 pod red. Andrzeja Szalkowskiego i Piotra Gałkowskiego, Rypin 2019, s. 154–491 oraz około 60 artykułów naukowych, publikacji źródłowych i ponad 100 haseł encyklopedycznych portalu
- Witrualny Sztetl Muzeum HistoriiŻydów Polskich POLIN.